# Le Madras rouge
Le Madras rouge est un tableau réalisé par l'artiste français Henri Matisse en 1907. Cette huile sur toile est le portrait d'une femme (Amélie Parayre, épouse du peintre) assise qui porte un madras rouge en guise de foulard. Exposée lors de l'Armory Show en 1913 aux États-Unis, l'œuvre est aujourd'hui conservée à la Fondation Barnes, à Philadelphie.

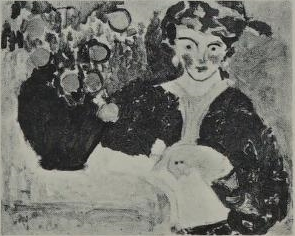
Le Madras, Henri Matisse, fondation Barnes

Un autre tableau de Matisse (Le Madras) représente Amélie Parayre dans la même tenue. Il est également conservé à la Fondation Barnes